# Кофейный совет Индии
Кофейный совет Индии является организацией в ведении Министерства торговли и промышленности правительства Индии, созданной для содействия производству кофе в Индии.

## История
Кофейный совет Индии был создан законом парламента в 1942 году. До 1995 года Кофейный совет кофе сбывал и покупал кофе многих производителей из объединенного пула, но после этого времени маркетинг кофе стал деятельностью частного сектора благодаря либерализации экономики в Индии.
В обязанности Кофейного совета входит содействие реализации и потребления кофе в Индии и за рубежом, проведение кофейных исследований, финансовая помощь в создании мелких производителей кофе, обеспечение условий труда для рабочих, а также управление пулом излишков непроданного кофе.